# دولت ترکیه
دولت ترکیه (ترکی استانبولی: Türkiye Cumhuriyeti Hükûmeti) دولت ملی ترکیه است. این کشور به عنوان یک کشور واحد تحت یک دموکراسی نمایندگی ریاست جمهوری و یک جمهوری مشروطه در یک سیستم چند حزبی متکثر اداره می‌شود. واژه دولت در ترکیه می‌تواند به معنای مجموعه‌ای از نهادها شامل قوه مجریه، مقننه و قضاییه یا به‌طور خاص پارلمان (قوه مجریه) باشد.

## نامگذاری
نام جمهوری «ترکیه» (ترکی استانبولی: Türkiye) یا «جمهوری ترکیه» (ترکی استانبولی: Türkiye Cumhuriyeti) با نام کامل آن.
هیچ عنوان دیگری در قانون اساسی ترکیه وجود ندارد و این عنوانی است که روی پول، معاهدات و موارد قانونی که طرف آن است آمده است. اصطلاحات «دولت ترکیه» اغلب در اسناد رسمی برای نشان دادن دولت ملی ترکیه به عنوان متمایز از نهادهای محلی استفاده می‌شود. از آنجا که مقر دولت ترکیه در شهر آنکارا می‌باشد، ممکن است «آنکارا» به عنوان کنایه برای دولت مرکزی استفاده می‌شود.

## قانون اساسی
بر اساس قانون اساسی ترکیه، نظام حکومتی ترکیه مبتنی بر تفکیک قوا است. قانون اساسی می‌گوید که قوه مقننه به مجلس ملی بزرگ ترکیه واگذار شده است (ماده ۷)، قوه مجریه توسط رئیس‌جمهور ترکیه (ماده ۸) انجام می‌شود و قدرت قضایی توسط مستقل و بی‌طرف اعمال می‌شود.
دادگاه‌ها (ماده ۹) همچنین بیان می‌کند که انتخابات پارلمانی و انتخابات ریاست جمهوری هر پنج سال یکبار برگزار می‌شود (ماده ۷۷). مجلس طرح‌های قانونی تهیه شده توسط نمایندگان را می‌پذیرد (ماده ۸۸).) رئیس‌جمهور قوانین مصوب مجلس را ابلاغ می‌کند (ماده ۸۹). رئیس‌جمهور ممکن است برخی از مواد قانون را وتو کند و برای بررسی مجدد به مجلس بازگرداند، اما در صورت رد اکثریت مجلس، تجدید نظر در قانون یا مفاد قانون، تأیید رئیس‌جمهور لازم نیست (ماده ۸۹).). رئیس‌جمهور می‌تواند برای ابطال همه یا برخی از مقررات قوانین به دلیل مغایرت با قانون اساسی از نظر شکل یا محتوا به دادگاه قانون اساسی شکایت کند (ماده ۱۰۴/۷). در چنین حالتی تصمیم دادگاه قانون اساسی قطعی است (ماده ۱۵۳).

### قوه مقننه

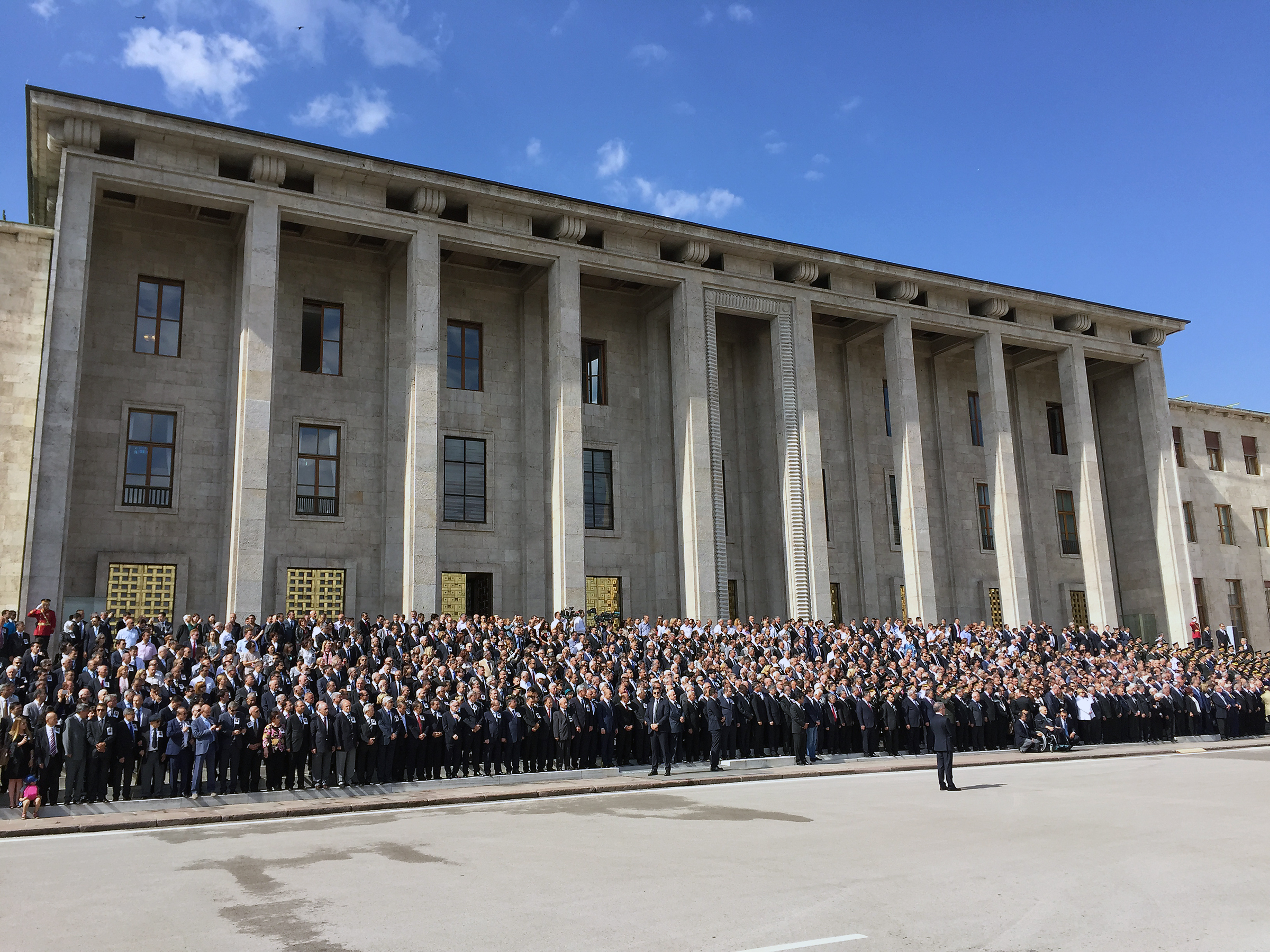
پارلمان ترکیه

قوه مقننه در اختیار پارلمان تک مجلسی (مجلس ملی کبیر ترکیه) با حضور ۶۰۰ نماینده است. اعضای این مجلس برای یک دوره ۵ساله بر اساس روش هونت انتخاب می‌شوند. هر شهروند ترکیه‌ای با سن بالای هجده سال واجد شرایط مشارکت است. اعضای مجلس ملی بزرگ نمی‌توانند در ادارات دولتی و سایر نهادهای شرکت‌های دولتی و شرکت‌های تابعه آنها سمت داشته باشند.

### قوه مجریه
قدرت اجرایی در دولت ترکیه به رئیس‌جمهور ترکیه واگذار می‌شود، جایی که قدرت اغلب به اعضای کابینه و سایر مقامات واگذار می‌شود.

#### رئیس‌جمهور

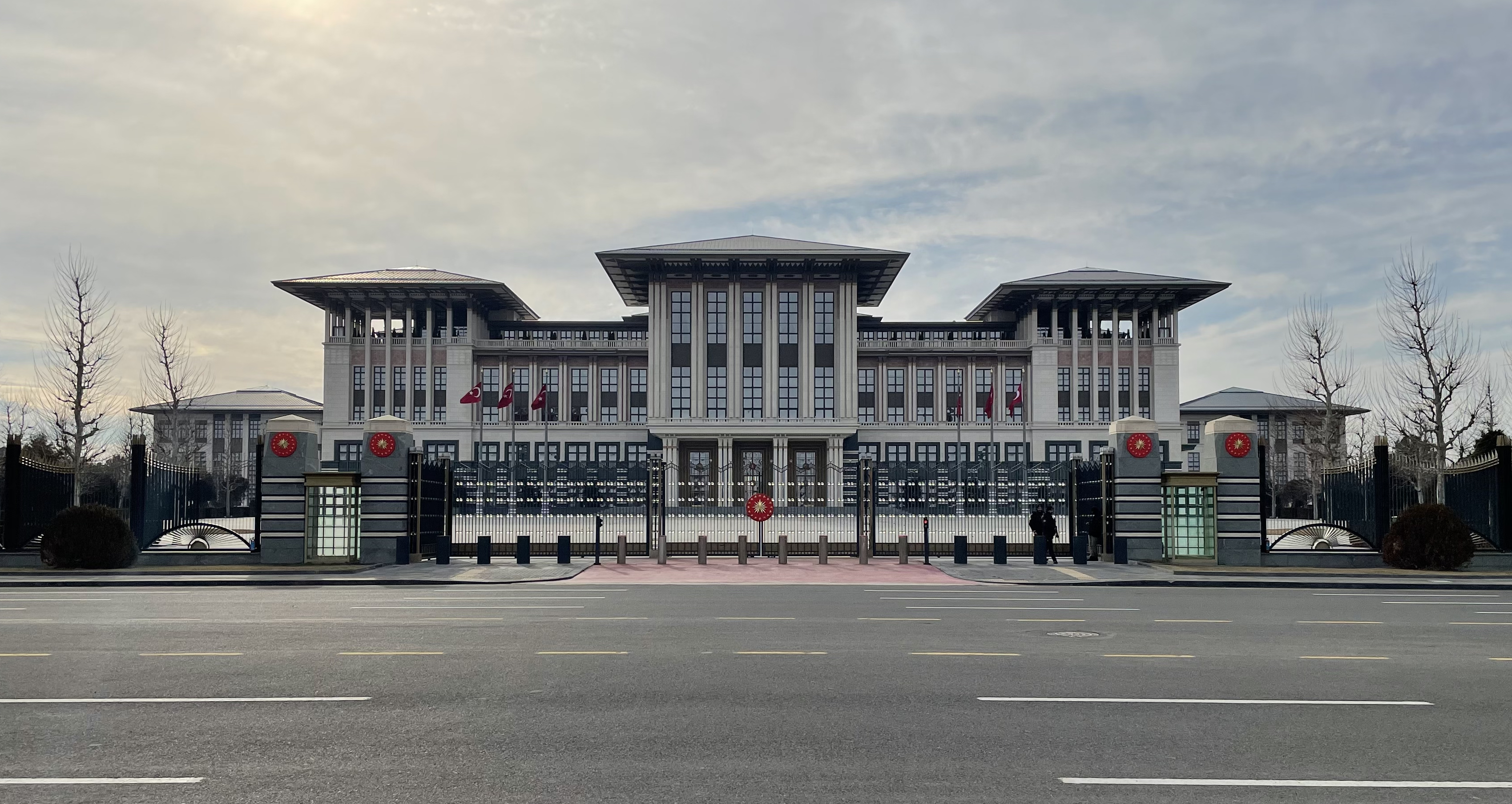
ساختمان‌های اصلی مجتمع ریاست جمهوری

قوه مجریه در ترکیه، بر اساس بخش سوم قانون اساسی، متشکل از رئیس‌جمهور و کسانی است که اختیارات رئیس‌جمهور به آنها تفویض شده است. رئیس‌جمهور هم رئیس دولت و دولت و هم فرمانده کل ارتش است. بر اساس قانون اساسی، رئیس‌جمهور باید «تأمین اجرای قانون اساسی» و «اطمینان از عملکرد منظم و هماهنگ ارگان‌های کشور» باشد.
در صورتی که لازم باشد، رئیس‌جمهور می‌تواند متمم‌هایی به قوانین ارائه دهد یا حتی در موارد خاص پارلمان را منحل کرده و انتخابات زودهنگام برگزار کند. او همچنین می‌تواند در فرآیندهای قانون‌گذاری نظارت و مداخله کند.
پس از تغییر نظام سیاسی ترکیه از پارلمانی به ریاستی در سال ۲۰۱۷، اختیارات رئیس‌جمهور به‌طور چشمگیری افزایش یافته است، و این منصب اکنون دارای نقش‌های گسترده‌تری در اداره کشور است.

#### کابینه، وزارتخانه‌ها و سازمان‌ها

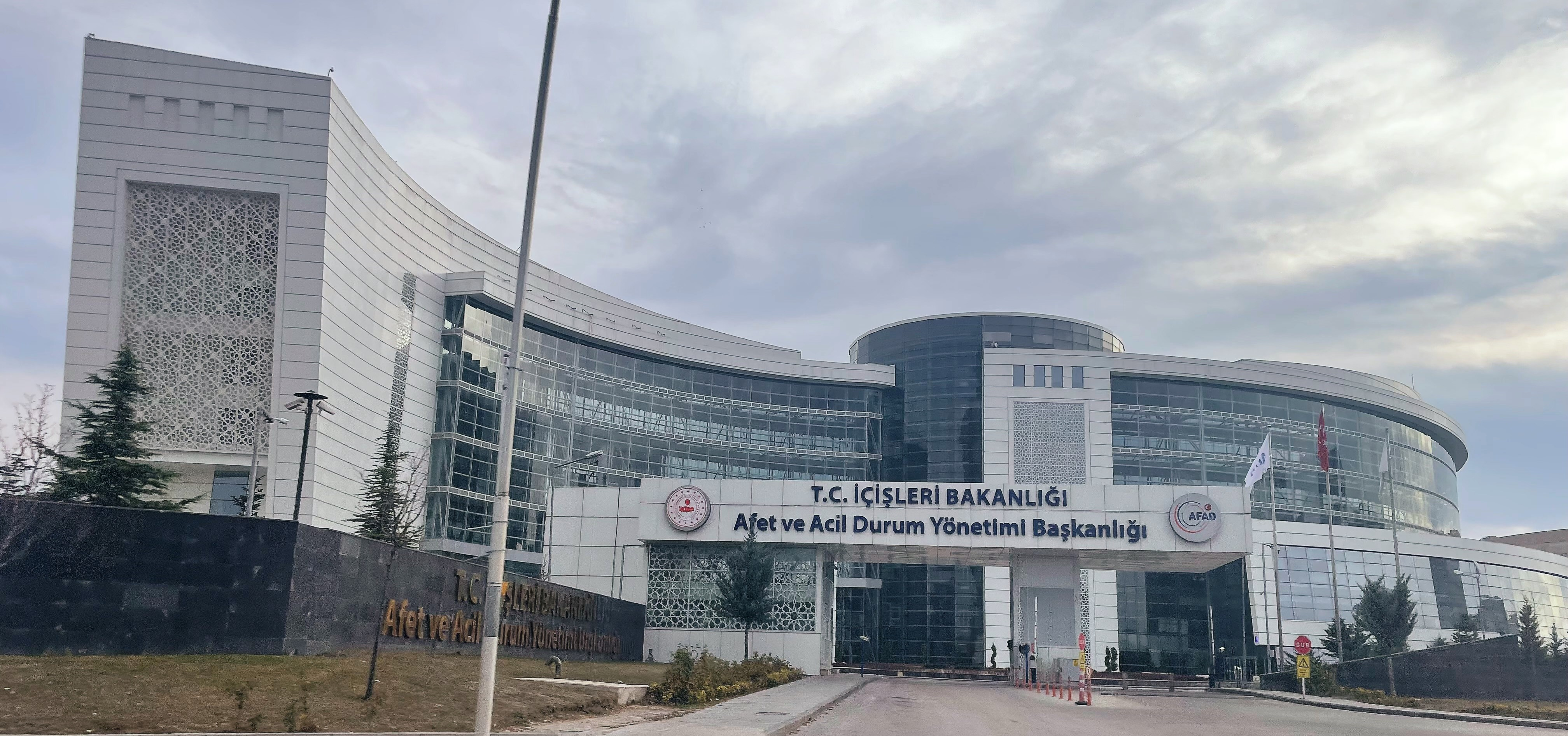
مقر ریاست مدیریت بحران و اضطرار در آنکارا

اجرا و اداره روزانه قوانین فدرال در اختیار وزارتخانه‌های مختلف اجرایی است تا به حوزه‌های خاصی از امور ملی و بین‌المللی رسیدگی کنند. پارلمان ترکیه شامل رئیس‌جمهور و وزرای کابینه است. به عنوان بخشی از جدایی قوه مقننه از قوه مجریه، اعضای کابینه نمی‌توانند در دوران وزارت خود عضو مجلس باشند.

### قوه قضایی

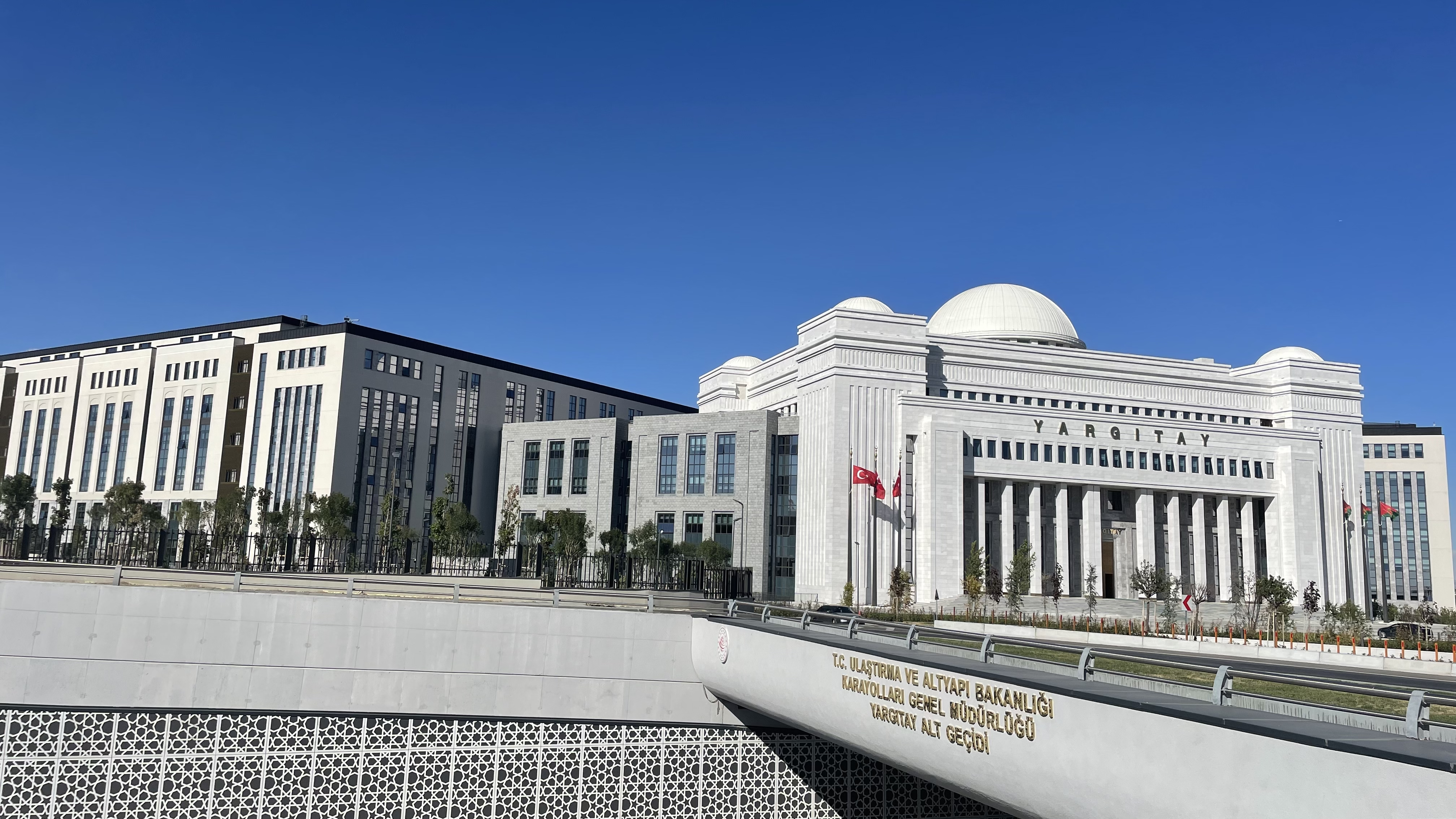
دادگاه تجدیدنظر در آنکارا، ترکیه.

دادگاه‌های عالی شامل دادگاه قانون اساسی، دادگاه تجدید نظر، شورای دولتی و دادگاه اختلافات قضایی هستند که در بخش قضایی قانون اساسی ترکیه به آن اشاره شده است. دادگاه‌ها در چارچوب قانون مدنی عمل می‌کنند.

## انتخابات و سیستم رای‌گیری

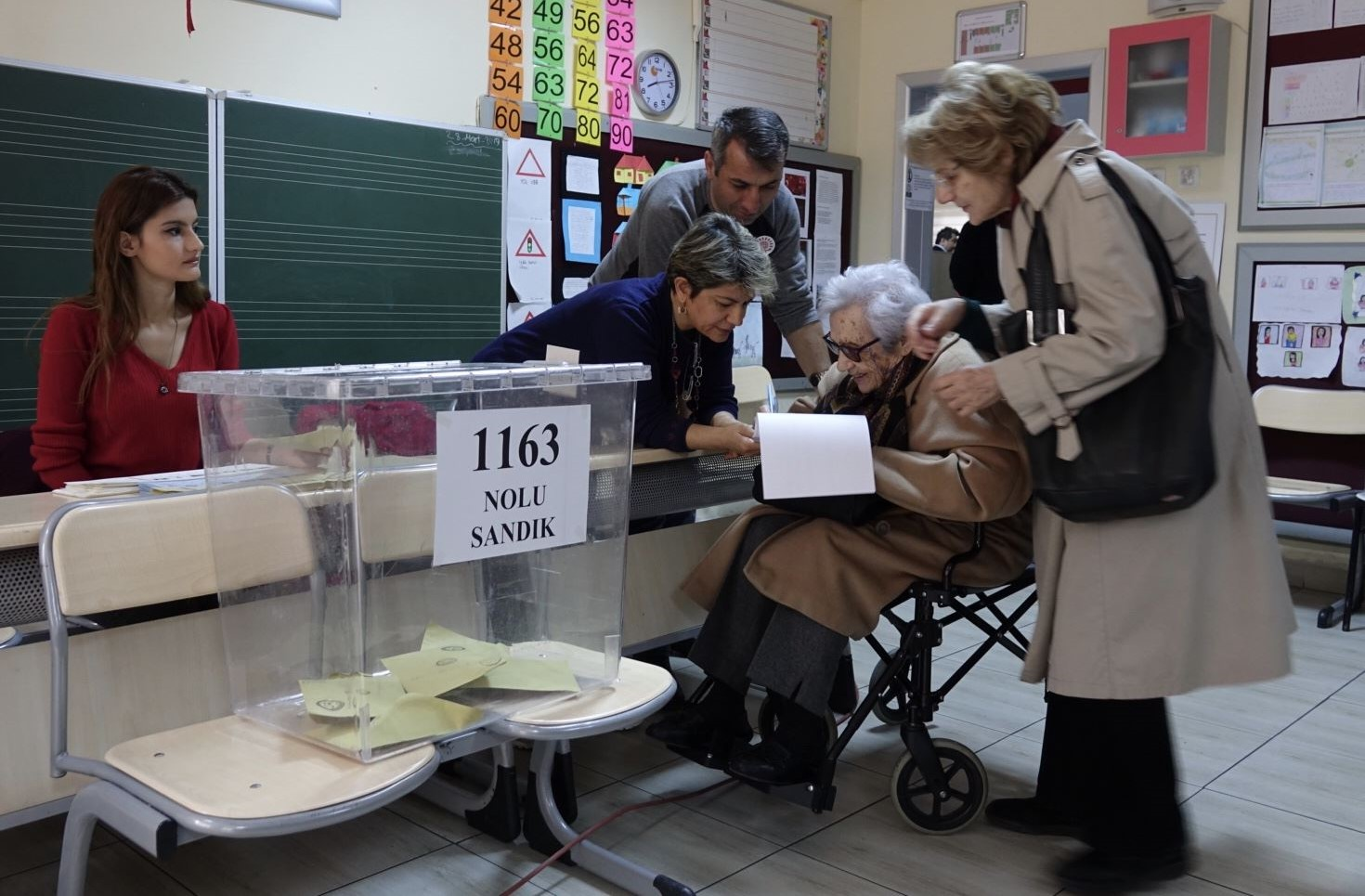
شهروندانی که در انتخابات عمومی ۲۰۱۹ در یک مدرسه دولتی رای می‌دهند.

تمامی شهروندان ترکیه با سن بالای ۱۸ سال دارای حق رای دادن در انتخابات و شرکت در همه‌پرسی را دارند. زنان کشور ترکیه در سال ۱۹۳۰ در انتخابات محلی به حق رای دست یافتند چهار سال بعد در سال ۱۹۳۴، حق رای عمومی در تمام انتخابات ترکیه اجرا شد. کشور ترکیه از سال ۱۹۵۰ یک دموکراسی چند حزبی بوده است.
خلاصه‌ای از نظام‌های انتخاباتی مورد استفاده برای هر نوع انتخابات به شرح زیر است:
- انتخابات ریاست جمهوری: یک سیستم دو دوری، با دو نامزد برتر در دور دوم انتخابات دو هفته پس از انتخابات اولیه نباید هیچ نامزدی حداقل ۵۰٪ +۱ آرای مردم را کسب کند.
- انتخابات پارلمانی: روش D'Hondt، یک سیستم نمایندگی تناسبی با فهرست حزبی، برای انتخاب ۶۰۰ نماینده پارلمان برای مجلس ملی بزرگ از ۸۷ حوزه انتخاباتی که تعداد متفاوتی از نمایندگان را بسته به جمعیت آنها انتخاب می‌کنند.
- انتخابات محلی: شهرداران کلانشهرها و بخشها، شورای شهرها و استانها، رؤسای محله‌ها و شوراهای روستاهای آنها از طریق یک سیستم اول و دوم انتخاب می‌شوند و نامزد پیروز در هر شهرداری با اکثریت ساده انتخاب می‌شود.

## اداره محلی
طبق قانون اساسی دولت‌های محلی را شهرداری‌ها، ادارات خاص استانی و دهیاری‌ها برشمرده است. اداره ولایات بر اساس اصل تفویض اختیارات است. استقلال نظارتی و بودجه‌ای دولت‌های محلی در قانون اساسی تضمین شده است.

یک استاندار نماینده دولت در استان است و همچنین رئیس و دستگاه اجرایی اداره ویژه استان است. فرمانداران به عنوان رئیس کمیته اجرایی استان فعالیت می‌کنند.

## امور مالی

### مالیات
بیشتر مالیات توسط دولت مرکزی اخذ می‌شود. با این وجود برخی از مالیاتهای خاص توسط شهرداری‌ها اخذ می‌شود. سیستم مالیاتی در ترکیه توسط قانون رویه مالیاتی تنظیم می‌شود. حقوق، بارها، انجام وظایف همراه با اصول تعهدی را تنظیم می‌کند. این قانون مشتمل بر مقررات رویه‌ای و رسمی کلیه قوانین مالیاتی است. رویه مالیاتی دارای پنج بخش اصلی است: مالیات، وظایف مالیات دهندگان، ارزش گذاری، مقررات جریمه، موارد مالیاتی.

### بودجه
سند بودجه اغلب با پیشنهاد رئیس‌جمهور به مجلس مبنی بر توصیه سطوح بودجه برای سال مالی آینده آغاز می‌شود که از اول ژانویه شروع می‌شود و در ۳۱ دسامبر سال بعد به پایان می‌رسد. مخارج دولت و شرکت‌های دولتی غیر از شرکت‌های دولتی (SOE) توسط بودجه سالانه دولت مرکزی تعیین می‌شود.